# Forcipomyia geometrica
Forcipomyia geometrica är en tvåvingeart som först beskrevs av Clastrier 1959.  Forcipomyia geometrica ingår i släktet Forcipomyia och familjen svidknott.
Artens utbredningsområde är Réunion. Inga underarter finns listade i Catalogue of Life.